# Niels Juel Simonsen

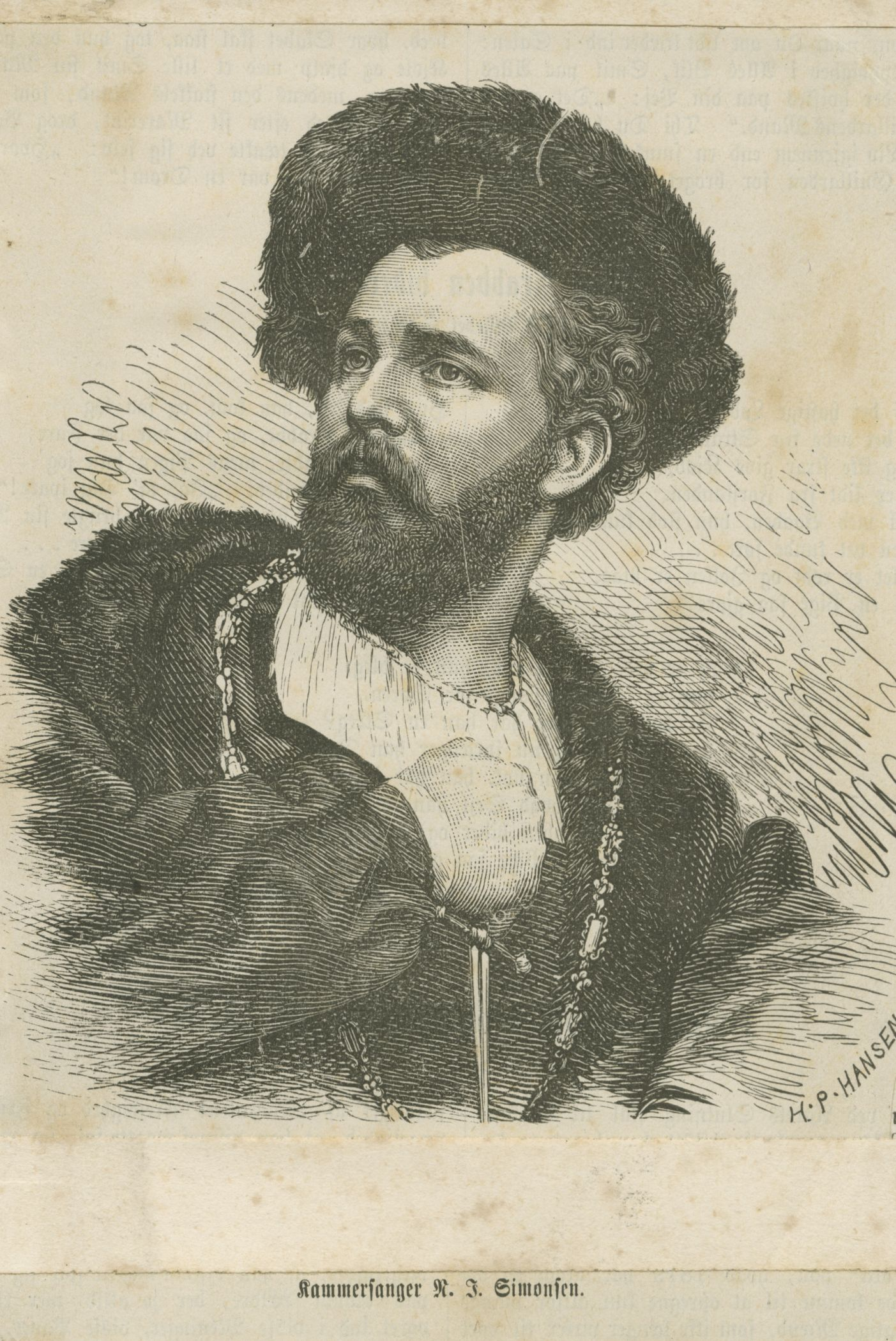
Niels Juel Simonsen.

Niels Juel Simonsen, född 16 maj 1846 i Köpenhamn, död där 25 maj 1906, var en dansk operasångare.

## Biografi
Simonsen röjde tidigt musikaliskt påbrå (hans far var hovkapellist, hans mor Catharine Simonsen opera- och konsertsångerska). Efter fyra års elevtid vid Det Kongelige Teater i Köpenhamn, med Henrik Rung till läromästare, debuterade Simonsen där 1868 som Hans Heiling och var alltsedan vid denna scen bärande kraft inom barytonfacket. År 1874 utnämndes han till kammarsångare. Eugen Fahlstedt skriver i Nordisk Familjebok: "Hans omfångsrika röst hade af naturen fast och sundt läge, mäktig och på samma gång ovanligt hjärtevinnande klang; sångsättet var energiskt, men kunde i vekare partier utveckla ett säreget behag. Någon mera utbildad sångteknik ernådde han icke, och han tolkade bäst osammansatta stämningar, naiv och omedelbar känsla. I aktionen var han naturlig och fri från öfverdrifter." 
Till hans bästa roller hörde, utom Heiling, "Vilhelm Tell", "Kung Valdemar" i Lange-Müllers Tove, "Marsk Stig" i Peter Heises Drot og marsk, "Agamemnon" i Ifigenia i Aulis, "Orestes" i Ifigenia på Tauris, "Wolfram" i Tannhäuser samt Flygande holländaren. Vidare uppbar han sådana roller som Wagners "Telramund" och "Hans Sachs", Verdis Rigoletto, Germont, Amonasro, Falstaff och "Jago", Gounods "Valentin", "Capulet" och "Mercutio", "Plumkett" i "Martha", "Hamlet", "Lothario" i Mignon, och, trots att han egentligen inte var lagd för det tragiska, lyckades han märkligt nog som "Figaro" i både Mozarts och Rossinis operor, varemot "Don Juan" inte passade honom så väl. För det danska konsertlivet var Sinomsen alltid ett gott stöd, och hans särdeles tilltalande vissång inbragte honom hedersnamnet "Folkets sanger". Han uppträdde 1876 i Stockholm som "Vilhelm Tell" och konserterade ofta i sydsvenska städer.